# Ternickel
Das Gebiet Burgwartsberg mit dem Ternickel stellt den Abschluss eines Porphyrit-Höhenzuges dar, der das Freitaler Becken am Nordostrand begrenzt. An den trockenen Südhängen befinden sich niedrigstämmige Eichen und Kiefern, an den Nordhängen Laubmischwald mit Eichen, Linden und Hainbuchen. Der Waldbestand wird auf ein Alter von etwa 180 Jahren geschätzt. Die Bezeichnung des Landschaftsschutzgebietes „Ternickel“ ist die abgewandelte bergmännische Bezeichnung von „Dürrer Nickel“ oder Dornhügel. Sie stammt aus der Bergbauzeit und bezeichnet die armen Kupfererze. Andere Quellen berufen sich auf Johann-Georg-Palitzsch, was so viel wie unfruchtbarer Hügel bedeutet. Einwohner nutzen den Wald gern als Naherholungsgebiet.

## Geologie
Westlich des Burgwartsberges bildet der Ausstrich des Grundgebirges zwei kleine Erhebungen, die bei der einen zeitweise als Sprungschanze verwendet wurde. Der 215 Meter hohe Große Ternickel zeigt einen Aufschluss des 300 Millionen Jahre alten Vulkangesteins Prophyrit von Potschappel. Der kleine Ternickel hingegen besteht aus Knotenschiefer des Elbschiefergebirges. Im Gipfelbereich des Großen Ternickel gab es einen Steinbruch, wo allerdings keine großen Mengen an Gestein abgebaut wurde. Später kamen Grundstücke an der Westkante vom Großen Ternickel hinzu.

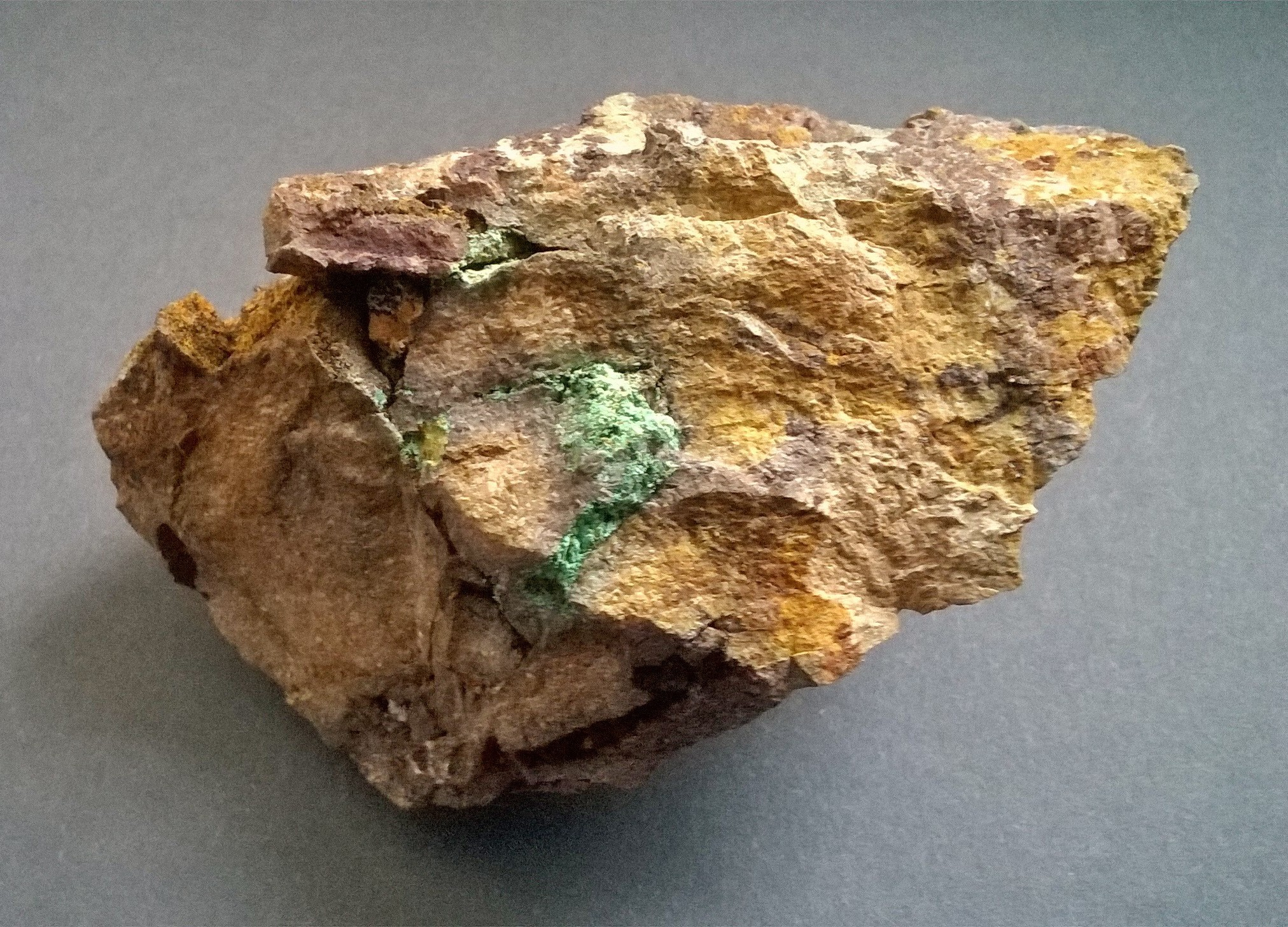
Porphyr mit Kupfererz in der Mitte, aus dem alten Steinbruch „Am Kleinen Ternickel“

## Geschichte

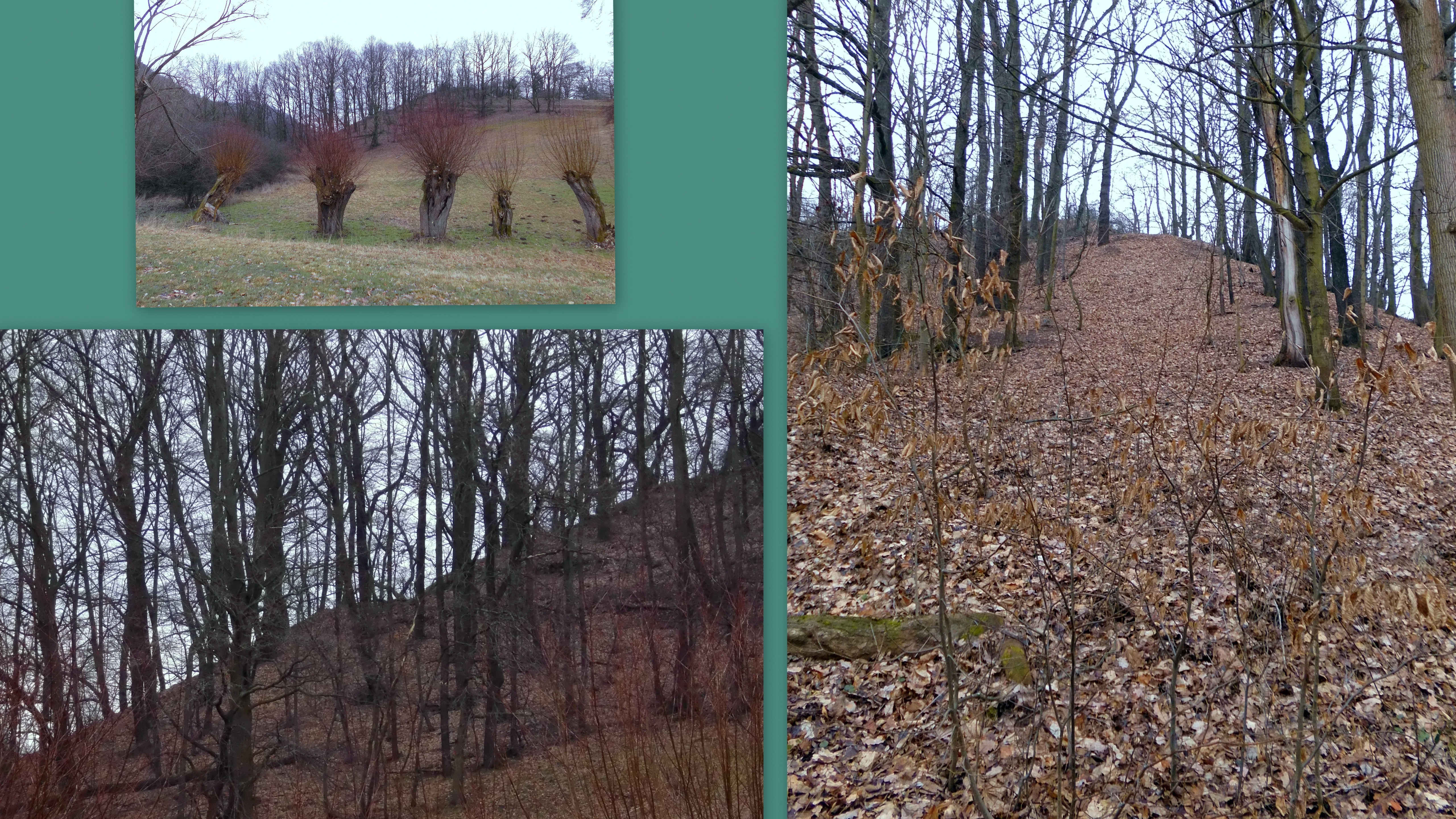
Ehemalige Sprungschanze am Burgwartsberg (Ternikel) 2019

Am 11. Januar 1931 wurde die Skisprungschanze auf dem großen Ternickel, unterhalb des Burgwartsbergs, eingeweiht. Dort waren Weiten um 15 Meter möglich. Die Schanze am Ternickel wurde in den 50er Jahren noch als Schülerschanze genutzt. 
Das Gebiet des Großen und Kleinen Ternickel ist seit 1994 Flächennaturdenkmal.
Im Januar 2011 wurde das Flächennaturdenkmal „Ternickel“ in das Landschaftsschutzgebiet „Burgwartsberg“ eingegliedert.

## Fauna und Vegetation
Weitere Biotope im Bereich des LSG stellen Bachläufe mit Quellbereichen und auch viele höhlenreiche Einzelbäume dar. Die naturschutzfachlich wertvollen Waldbestände mit hohem Totholzanteil bieten Lebensraum für zahlreiche Tiere und Pflanzen.
- Gelber Fingerhut (Digitalis ambigua)
- Scabiosenartige Flockenblume (Centaurea Scabiosa)
- Schwarze Königskerze (Verbascum nigrum)

## Bergbaumonumente
- Halde 9. Lichtloch
- Tiefe Elbstolln